# Proserpinus circae
Proserpinus circae är en fjärilsart som beskrevs av Edwards 1882. Proserpinus circae ingår i släktet Proserpinus och familjen svärmare. Inga underarter finns listade i Catalogue of Life.